# Kubanische Verfassung
Die erste Kubanische Verfassung wurde im Jahr 1901 kurz vor der Unabhängigkeit Kubas verkündet. Davor gab es während der Unabhängigkeitskriege, unter anderem während der Republik in Waffen verschiedene Verfassungsentwürfe. Die derzeit gültige Verfassung trat 1976 in Kraft.

## Verfassung von 1901
Die Verfassung von 1901 war das erste Grundgesetz der gerade erst unabhängig gewordenen Republik. Sie war unter anderem vom US-amerikanischen Interventionalismus, festgelegt im Verfassungszusatz Platt Amendment, gekennzeichnet.

## Verfassung von 1940
Die im Jahre 1940 unter Federico Laredo Brú verabschiedete Verfassung gilt als eine der fortschrittlichsten Grundgesetze der damaligen Zeit. Sie trat wenige Monate vor Beginn der ersten Präsidentschaft des damals demokratisch gewählten und späteren Diktators Fulgencio Batista in Kraft und wurde 1952 von diesem teilweise außer Kraft gesetzt. In der Verfassung wurden zahlreiche politische und soziale Forderungen der populären, von Ramón Grau angeführten Reformbewegung der 1930er Jahre aufgenommen, die 1933 Diktator Gerardo Machado aus dem Land getrieben hatte. Dazu gehörten allgemeines, freies und geheimes Wahlrecht, auch für Frauen, Acht-Stunden-Arbeitstag, Mindestlöhne und Streikrecht. Benachteiligung aufgrund von Hautfarbe, Geschlecht und Glaube wurde verboten, Großgrundbesitz sollte stark eingeschränkt werden. In die politisch gelebte Praxis wurde allerdings nur ein kleiner Teil der in der Verfassung festgeschriebenen Grundsätze umgesetzt.
Die Wiedereinsetzung und Verwirklichung der Verfassung von 1940 war eines der zwischen 1953 und 1958 mehrfach versprochenen Hauptziele von Fidel Castro während seines revolutionären Kampfes gegen Batista. Bereits ab dem 13. Januar 1959 und damit weniger als zwei Wochen nach dem Sieg der Revolution wurde die formal gültige Verfassung von 1940 von der von Castro kontrollierten revolutionären Übergangsregierung per Dekret um einschränkende Zusätze ergänzt, die wichtige Rechtsgrundsätze außer Kraft setzten. Am 6. Februar 1959 wurde die Verfassung durch ein provisorisches Grundgesetz ersetzt.

## Verfassung von 1976
Nach der Konsolidierung der Revolution trat im Jahr 1976 eine neue, sozialistische Verfassung in Kraft, die nach Regierungsangaben von fast 98 % der Bevölkerung per Referendum bestätigt wurde. In ihr sind unter anderem die Führungsrolle der kommunistischen Partei, die zentrale Steuerung der Wirtschaft sowie freier Zugang zu Bildung und Gesundheit festgeschrieben.
Unter dem Eindruck des Zusammenbruch des Ostblocks um 1990 und der darauf folgenden Sonderperiode gab es 1992 einen Verfassungszusatz, der unter anderem Joint Ventures mit ausländischen Firmen erlaubt. Auch wurde die Religionsfreiheit festgeschrieben, was nun auch Mitgliedern der kommunistischen Partei erlaubte, sich zu ihrer Religion zu bekennen.
In der letzten Fassung von 2002 wurde das sozialistische System als „unwiderruflich“ festgeschrieben.

## Verfassung von 2019
Der Entwurf einer neuen Verfassung wurde vom Parlament nach einer Debatte am 21./22. Juli 2018 einstimmig angenommen. Der Vorgang wurde fortgesetzt mit öffentlichen Diskussionsforen von Mitte August bis Mitte November 2018. Es folgte ein Verfassungsreferendum am 24. Februar 2019 und erst danach wurde der endgültige Text vom Einparteien-Parlament genehmigt. Im April 2019 trat die neue Verfassung in Kraft. Für die kommenden Jahren steht nun eine umfangreiche legislative Tätigkeit bevor, um die in der neuen Verfassung vorgesehenen Strukturen in die Praxis einzuführen.
Eine Veränderung betrifft das Präsidentenamt, welches vom Ministerpräsidenten gelöst wird und wofür eine Amtszeitbeschränkung auf 10 Jahre bei 5 Jahren Amtszeit festgeschrieben wird, zusammen mit einer Altersobergrenze von 60 Jahren für die erste Wahl. Das lange von den Kommunisten stigmatisierte Privateigentum wurde in den Verfassungsentwurf aufgenommen sowie der Text der Ehe so verändert, dass auch gleichgeschlechtliche Paare gemeint sein können.
Eine mit der Verfassung von 2019 eingeführte Altersbeschränkung von 60 Jahren für den Beginn der ersten Amtszeit eines Präsidenten wurde im Juli 2025 wieder abgeschafft. Dies soll augenscheinlich den sogenannten „historischen“ Revolutionäre zugutekommen. Die Amtszeit des aktuellen Präsidenten Díaz-Canel endet 2028.